# زاوية أولاد بومرداس
زاوية أولاد بومرداس أو زاوية سيدي علي بن أحمد بن محمد البومرداسي هي إحدى الزوايا في الجزائر الواقعة في تجلابين بدائرة بومرداس ضمن ولاية بومرداس، والتابعة لمنهاج الطريقة الرحمانية.

## التأسيس
تم تأسيس زاوية أولاد بومرداس من طرف العالم الجليل «سيدي علي بن أحمد بن محمد البومرداسي»، الذي أسس هذه زاوية للتربية والتعليم بموقع «قرية أولاد بومرداس» في أعلي تجلابين في جبال الخشنة غير بعيد عن جبل بوزقزة، كانت بمثابة منارة استضاء بها أهل جبال الثنية في منطقة القبائل لقرون.

## الموقع
تقع زاوية أولاد بومرداس فوق «هضبة ثيزي نوفلاظ» بـ«منطقة أولاد بومرداس» بمرتفعات تجلابين أين تأسست الزاوية في القرن السابع عشر ميلادي خلال الفترة العثمانية.
ويبعد مقر الزاوية عن مدينة بومرداس بحوالي 06 كم مرورا بالطريق الوطني رقم 5 والطريق الوطني رقم 24.

## التصنيف
بسبب الأهمية التاريخية لزاوية أولاد بومرداس، باشرت «مديرية الثقافة لولاية بومرداس» بتسجيل الزاوية في «قائمة الجرد الإضافي» خلال سنة 2008م، وهي إحدى طرق التصنيف والحماية للموروث الثقافي التي ينص عليها قانون 98 – 04 المؤرخ في 15 جوان 1998م والمتعلق بحماية التراث الثقافي.
كما قامت نفس المديرية الثقافية بإعادة الاعتبار للزاوية من خلال حملة تطوعية لتنظيف الزاوية تمت برمجتها بمناسبة شهر التراث الثقافي لسنة 2011م، كما اقترحت على «الصندوق الوطني للتراث الثقافي» تسجيل عملية أشغال الترميم وإعادة الاعتبار للزاوية.

## إعادة التهيئة

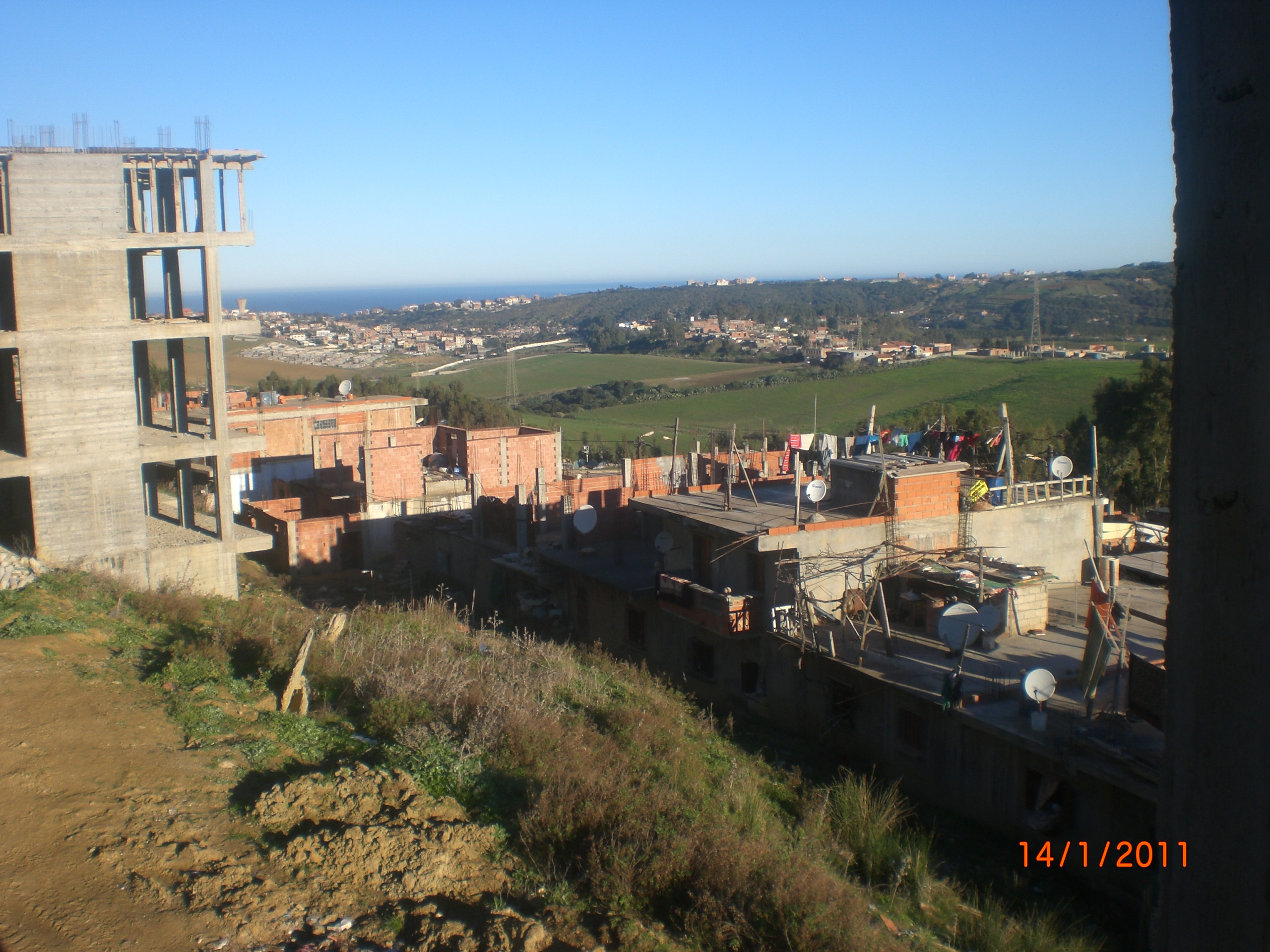
مرتفعات تيجلابين قرب زاوية أولاد بومرداس

تم الشروع في إعادة تهيئة «زاوية أولاد بومرداس» من طرف "مديرية الشؤون الدينية لولاية بومرداس ابتداء من شهر سبتمبر 2015م ضمن برنامج إعادة فتح 4 زوايا مغلقة.
ومن أجل استعادة نشاط زاوية سيدي علي بن أحمد بن محمد البومرداسي بـ«قرية المرايل» في تجلابين، تم تأسيس لجنة دينية لإعادة بعث نشاطها الديني من حفظ ودراسة القرآن وأذكار الجمعة بعدما تم البدء في تهيئتها.

## المهام
لعبت «زاوية أولاد بومرداس» أدوارا تعليمية وتربوية هامة منذ نشأتها، وتخرج على يديها العديد من العلماء والمصلحين ساهمـوا في نشـر تعاليـم الإسلام، وقاومـوا حملات التبشير النصراني بقيادة الكنيسة الكاثوليكية التي باركت وصاحبت الحملة الفرنسية على الجزائر.
وتتمثل مهام الزاوية حاليا في تعليم وحفظ القرآن الكريم بما يسمح بتخرج سنوي لعشرات الطلبة الحافظين للقرآن الكريم بأحكامه والحديث النبوي الشريف ومعلمي القرآن والمرشدات الدينيات.
ويندرج نشاط هذه الزاوية ضمن تعداد 8 زوايا و13 مدرسة قرآنية مستقلة وحوالي 15 كتابا لتعليم وحفظ القرآن وأحكامه ومن المساجد 401 على تراب ولاية بومرداس.